# Euprepiophis conspicillata
Euprepiophis conspicillata är en ormart som beskrevs av Boie 1826. Euprepiophis conspicillata ingår i släktet Euprepiophis och familjen snokar. Inga underarter finns listade i Catalogue of Life.
Arten förekommer i Japan på Kyushu, Shikoku och Honshu samt fram till de sydvästligaste Ryukyuöarna. En avskild population hittades på den ryska ön Kunasjir i södra Kurilerna. Honor lägger ägg.